# Полиция Анголы
Национальная полиция Анголы (порт. Polícia Nacional de Angola, PNA, PN) — ангольская полицейская служба. Отвечает за правопорядок и общественную безопасность, борьбу с преступностью, используется для подавления антиправительственных протестов. Сформирована в НРА правительством МПЛА во время гражданской войны, впоследствии реорганизована. Входит в структуру Министерства внутренних дел, подчиняется президенту.

## Колониальный период
В колониальной Португальской Анголе до второй половины XIX века поддержанием правопорядка занимались специальные отряды при местных администрациях. Кадры комплектовались из «ассимилированных» африканцев под командованием португальских офицеров и чиновников. Эти формирования действовали локально, не имели общего распорядка и не сводились в единую систему.
Регулярные полицейские роты в Португальской Анголе начали создаваться в 1837 году. Приказом от 2 июля 1867 года они официально учреждались как заморское ответвление португальской гражданской полиции. Территориальные управления размещались в провинциях Луанда, Бенгела и Намибе. Крупнейшим подразделением являлась Companhia de Segurança Pública de Loanda — Рота общественной безопасности Луанды. Полиция боролась с общеуголовной преступностью (особенно кражами), выслеживала опасных беглых каторжников, обеспечивала бытовой порядок (правила торговли и правила уличного движения, парковка телег и автомобилей, выпас скота), контролировала санитарные нормы, пресекала нищенство и публичное пьянство. В инструкциях содержалось требование вежливого обращения с населением. При применении «строгих мер» предписывалось объяснять и обосновывать их необходимость.
Из ангольского полицейского начальства 1870-х годов наиболее известен комендант луандской полиции майор Жуан Шавьер да Силва Лобу. Он ввёл в практику подробное документирование и протоколирование происшествий. Эти документы свидетельствуют о незначительности большинства правонарушений: в основном мелкие кражи, бродяжничество, словесные оскорбления, нецензурная брань в публичных местах.
27 февраля 1877 года генерал-губернатор Каэтану Алешандре ди Алмейда по предложению судьи Жозе Кармону Рибейры преобразовал полицейскую роту Луанды в Полицейский корпус города Луанды. 15 марта 1887 года генерал-губернатор Гильерме Аугушту ди Бриту Капелу придал корпусу статус Вспомогательных сил администрации Анголы. 1 марта 1923 года эти силы были переформированы в Полицейский корпус провинции Ангола; восемь лет спустя — в Полицейский корпус общественной безопасности Анголы.
В 1942 году корпус преобразован в Полицию общественной безопасности Анголы (PSPA). Полицейские управления были созданы в Луанде, Маланже, Мосамедише, Нова-Лижбоа, Бенгеле, Лобиту, Санту-Антониу-ду-Заире, Са-да-Бандейре, Силва-Порту, Тейшейра-ди-Созе. Это была военизированная организация с расовой иерархией, структурированная через генеральное командование, окружные штабы, местные подразделения, конные бригады и полицейские посты (участки). С 1960 года, наряду с PSPA, восстановлен прежний полицейский корпус (поддержание правопорядка) и учреждена судебная полиция (уголовные расследования). 2 декабря 1966 года PSPA была структурирована шестью функциональными подразделениями: полиция безопасности, налоговая полиция, дорожная полиция, портовая полиция, железнодорожная полиция, сельская конная охрана.
PSPA участвовала в колониальной войне против африканских национальных движений. Полиция поддерживала стабильность на контролируемых территориях, при необходимости участвовала в боестолкновениях. Во время войны за независимость в Анголе активно действовала тайная полиция ПИДЕ.

## В гражданской войне

### Коммунистический этап

#### CPA
После Революции гвоздик начался процесс деколонизации «заморских территорий» Португалии, включая Анголу. В январе 1975 было заключено Алворское соглашение о переходе к независимости, создано переходное правительство трёх антиколониальных движений — марксистского МПЛА, леворадикального УНИТА, консервативного ФНЛА. Согласно Алворскому соглашению, 4 апреля 1975 вместо PSPA учреждался Полицейский корпус Анголы (CPA).
Паралич прежней службы порядка привёл к резкому взлёту уголовной преступности. Начались столкновения между африканскими сторонниками радикальной деколонизации и консервативно настроенными белыми поселенцами. Инженер-португалец Помпилиу да Круш консолидировал сторонников «родезийского варианта» в Ангольский фронт сопротивления. В столкновениях 15-16 июля 1974 погибли десятки луандцев.
Новая ангольская полиция формировалась тремя движениями: объединённое командование составили Сантана Петрофф (МПЛА), Исайаш Селестино Шингуфо (УНИТА), Давид Мекондо (ФНЛА); полицейские штабы возглавили Арминдо Фернандо ду Эспирито Санта Виейра (МПЛА), Шавьер Шикамби (УНИТА), Тьяго Мундо Реал (ФНЛА). Предполагалось, что первый полицейский контингент независимой Анголы составят 450 человек — по 150 от каждого из движений.
Однако летом 1975 боевики МПЛА выбили из Луанды формирования УНИТА и ФНЛА и установили контроль над столицей. (Отступив из Луанды, 27 августа боевики УНИТА казнили несколько десятков полицейских инструкторов МПЛА в городе Каполо — эта дата до сих пор отмечается в ангольской полиции как День мучеников.) 11 ноября 1975 независимость Анголы была провозглашена под властью коммунистической МПЛА.
Руководство CPA принял видный политик МПЛА Сантана Петрофф. Полицейская служба определялась партийно-идеологическими целями. Концепцию, методологию и кадровую подготовку осуществляли с помощью СССР, Кубы, ГДР, СРР, ЧССР. Важную помощь оказали также Португалия и Испания. Наряду с идеологическими приоритетами, обозначался военизированный характер полицейской службы. Полиция не была включена в Министерство внутренней администрации (MAI), возглавляемое радикальным коммунистом Ниту Алвишем. CPA подчинялся Министерству обороны и командованию правительственных вооружённых сил — ФАПЛА. Сантана Петрофф был заместителем военного министра Энрике Каррейры. Верховным главнокомандующим являлся президент НРА Агостиньо Нето. Судебная полиция и пенитенциарная служба состояли в Министерстве юстиции, транспортная полиция — в Министерстве транспорта, налоговая полиция — в Министерстве финансов.
При наборе в полицию предпочтение отдавалось активистам МПЛА и бойцам ФАПЛА. В то же время на службу допускались бывшие члены УНИТА и ФНЛА, поощрялось зачисление квалифицированных сотрудников PSPA. Принимались не только ангольцы, но и португальцы, кабовердианцы, сантомейцы. Расовый и национальный критерии не являлись значимыми, зато проводилась тщательная проверка на идеологическую приверженность и политическую лояльность. Перешли в МПЛА и остались комиссарами полиции Исайаш Шингуфо и Давид Мекондо. Широко привлекались женщины, из которых было сформировано особое подразделение. Из них наиболее известна Мария Элизабет Ранк Франк (Бетти), в 2010-х начальница полиции Луанды.

#### CPPA
В день выпуска женского формирования — 28 февраля 1976 — CPA был переименован в Корпус народной полиции Анголы (CPPA) — сообразно партийному названию. Тогда же при CPPA был создан футбольный клуб «Интер». Президент Нето посетил в Луанде полицейское училище. Эта дата отмечается в современной Анголе как День национальной полиции.
27 мая 1977 Ниту Алвиш возглавил Мятеж «фракционеров». В жестоком подавлении мятежа участвовала и полиция, Сантана Петрофф приказал стрелять на поражение по демонстрации Nitistas. MAI было расформировано, год спустя учреждён Государственный секретариат по внутреннему порядку (SEOI) во главе с Алешандре Киту, принявший функции ведомства внутренних дел.
SEOI консолидировал полицейские службы, прежде разрозненные по министерствам, в единую систему. Из Минобороны в секретариат был передан CPPA, из Минюста — судебная полиция и тюремное ведомство, из Минтранса — железнодорожная, дорожная и портовая полиция, из госбезопасности DISA — служба профилактирования и пожарная охрана. На их основе 20 марта 1979 был учреждён Национальный директорат народной полиции (DNNP) в составе SEOI. 22 июня 1979 SEOI преобразован в Министерство внутренних дел Анголы (MININT), в структуре которого учреждено Генеральное командование народной полиции (CGPP). Министром стал Кунди Пайхама, генеральным комендантом — Жуан Арналдо Сарайва ди Карвалью.
CPPA активно участвовал в гражданской войне правительства МПЛА с повстанческим движением УНИТА. Фактически полиция выполняла военные задачи, обеспечивая силовой контроль в тылу ФАПЛА. Полицейские оперативники-офицеры возглавляли партийные вооружённые формирования МПЛА — Бригады народной бдительности (BPV). Глубокая традиция милитаризации создала в ангольской полиции комплекс превосходства человека с оружием, склонность решать вопросы насилием. В то же время полиция сумела сбить волну криминала, грабежей и изнасилований в ангольских городах.

### Пореформенный этап
В начале 1990-х МПЛА отказалась от коммунистической идеологии, приняла многопартийную систему и рыночную экономику. Эти перемены отразились и на полиции. Были приняты меры формальной деидеологизации и департизации, народная полиция переименована в Национальную полицию Анголы (PNA), CGPP — соответственно в CGPN. Но характерно, что хорошо осведомлённый Сантана Петрофф охарактеризовал эти изменения как сугубо терминологические.
11 июня 1993 был утверждён Органический статут (устав) полиции, 27 декабря 1995 — новые дисциплинарные правила. Идеологические тезисы марксизма-ленинизма и партийного руководства изымались из полицейских нормативов. Перед PNA ставились задачи защиты демократической законности, общественного порядка, прав и свобод граждан, всех форм собственности, профилактирования и пресечения преступности. Однако правящая партия во главе с президентом Жозе Эдуарду душ Сантушем в полной мере сохранила власть, в том числе контроль над силовыми структурами.
На пост генерального коменданта был возвращён основатель ангольской полиции Сантана Петрофф, вскоре он возглавил MININT. Полицейские подразделения и особенно BPV участвовали в Хэллоуинской резне после первых многопартийных выборов 1992 и обвинений в фальсификациях со стороны УНИТА. При вспышке боевых действий в 1993 формировались подразделения спецназа — Полиция быстрого реагирования (PIR). Наибольшую активность они развили в Уамбо во время Войны 55 дней. Были также созданы ещё несколько новых подразделений — Пограничная полиция (PFF), Полиция защиты стратегических объектов (PPOE), отделы дипломатической защиты (UPD) и защиты личности (UPIP). Их функции определялись военными задачами (особенно PIR и PPOE) либо политическими манёврами в противостоянии с УНИТА.
15 ноября 1994 МПЛА президента душ Сантуша и УНИТА Жонаша Савимби заключили очередное соглашение о прекращении войны — Лусакский протокол. В частности, соглашение предполагало включение 5500 членов УНИТА, в том числе 180 офицеров, в состав PNA. Однако мирный процесс не получил развития, с 1998 война возобновилась. Полиция продолжала оказывать силовую поддержку правительственным войскам. Генеральным комендантом являлся в то время крупный политик МПЛА Фернанду да Пьедаде Диаш душ Сантуш, близкий сподвижник и родственник президента душ Сантуша.

## Послевоенный период
Гражданская война в Анголе завершилась вскоре после гибели Жонаша Савимби 22 февраля 2002. УНИТА интегрировалась в политическую систему Анголы в качестве оппозиционной партии. Некоторое количество представителей оппозиции были включены в PNA, однако полный контроль сохранялся за МПЛА.
В новых условиях функции и методы полиции претерпели определённые изменения. Фронтовые военные действия прекратились. Однако появились такие задачи, как контроль над проведением многопартийных выборов при остром политическом противостоянии, пресечение мирных антиправительственных протестов. На парламентских выборах 2008 отмечались факты полицейского давления на избирателей в пользу МПЛА, попустительство активистам правящей партии, нападавшим на митинги УНИТА. 7 марта 2011 полиция Луанды пресекла попытку молодой интеллигенции организовать выступление по типу Арабской весны; Ранк Франк лично арестовывала Иконокласту. 27 мая 2012 полиция, наряду с президентской охраной, разгоняла протестную акцию демобилизованных солдат, полицейский комиссар подозревался в убийстве оппозиционного активиста Алвиша Камулинге. При пресечении акции памяти к 40-летию Мятежа «фракционеров» 27 мая 2017 использовался полицейский вертолёт.
Amnesty International приводила многочисленные факты полицейских преследований ангольских диссидентов, подавления мирных протестов, полицейской жестокости к бытовым правонарушителям (в случаях второй категории совершались избиения, иногда со смертельным исходом). Мировой резонанс получили события в луандском районе Самбизанга 23 июля 2008. Полицейский патруль получил якобы оперативную информацию о группе молодых людей, «совершавших вооружённые ограбления». В результате были убиты восемь человек — рабочие, студенты, служитель католической церкви. Информация о грабежах не подтвердилась, ни один из убитых не имел судимостей. «Резня в Самбизанге» стала самым крупным единовременным кровопролитием в Анголе после окончания гражданской войны. В ходе служебного расследования были арестованы несколько сотрудников PNA.
С другой стороны, ангольская полиция демонстрирует профессионализм и компетентность. Жёсткость действий сочетается с эффективностью. Криминальные показатели в Анголе удерживаются на среднем уровне, раскрываемость довольно высока. В полицейские нормативы внесены тезисы о вежливом и уважительном отношении к населению. Опыт ангольской полиции заинтересованно изучается в соседних африканских странах. В Зимбабве в 2007 был направлен ангольский контингент PIR — в помощь президенту Роберту Мугабе для контроля положения в Хараре.

## Структура
Национальная полиция упомянута в Конституции Анголы 2010, действует закон о полиции и президентский указ 2014 и Органический статут (устав) 2019. Высшим руководителем является глава государства. Роль вышестоящего ведомства MININT характеризуется как «помощь президенту в управлении полицией».
Непосредственное возглавляет PNA генеральное командование (комендатура). Руководитель CGPNA — генеральный комендант — имеет высшее полицейское звание генерального комиссара. При нём функционируют комендантский кабинет, группа советников, высшие советы полиции и юстиции. Семь управлений имеют статус центральных — PIR, полиция безопасности, уголовный розыск, пограничная полиция, полиция персональной охраны, налоговая и таможенная полиция, полицейская авиация.
К функциональным и техническим службам относятся инспекционный аппарат, директораты общественной безопасности, экономической безопасности, транспортной безопасности, информации, финансов, логистики, инфраструктуры и оснащения, коммуникационных технологий, общественных связей, юридических консультаций, международного сотрудничества, здравоохранения, образования. Выделяется директорат патриотического воспитания, осуществляющий идеологическую обработку сотрудников в духе доктрины МПЛА. В ведении полиции состоят несколько профессиональных учебных заведений, в том числе Полицейская академия.
Полицейские службы действуют во всех провинциях, муниципалитетах и городах Анголы. Низовые формирования — destacamentos (отряды) объединяются в postos (посты, территориальные отделы), postos — в esquadras (эскадры, команды), подчинённые муниципальным и провинциальным командованиям. Высшей инстанцией является генеральное командование.
В 2014 из полиции было выведено следственное управление и создана Служба криминальных расследований (SIC). После этого функциональная модель ангольской полиции приблизилась к жандармерии.
По информации генерального командования, штат Национальной полиции Анголы в 2022 превышал 120 тысяч человек.

## Звания
- Генеральный комиссар (в должности генерального коменданта)
- Шеф-комиссар (возглавляет службу в центральном аппарате или провинциальное командование)
- Субкомиссар (возглавляет муниципальное командование)
- Шеф-суперинтендант (командует эскадрой)
- Суперинтендант (командует постом)
- Интендант (командует отрядом)

## Генеральные коменданты
- 1974—1975 — Арминдо Фернандо ду Эспирито Санта Виейра
- 1976—1979 — Сантана Петрофф
- 1979—1981 — Жуан Арналдо Сарайва ди Карвалью
- 1981—1983 — Фернандо Торреш Ваш да Консейсан
- 1984—1986 — Фернанду да Пьедаде Диаш душ Сантуш
- 1986—1991 — Арминдо Фернандо ду Эспирито Санта Виейра
- 1992—1995 — Сантана Петрофф
- 1995—2002 — Фернанду да Пьедаде Диаш душ Сантуш
- 2002—2006 — Жозе Алфреду Эквику
- 2006—2017 — Амброзиу ди Лемуш Фрейре душ Сантуш
- 2017—2018 — Алфреду Эдуарду Минга
- 2018—2022 — Паулу Гашпар ди Алмейда
- с 2022 — Арналдо Мануэл Карлуш

## Современный период
26 сентября 2017 пост президента Анголы занял Жуан Лоренсу. 8 сентября 2018 Лоренсу возглавил МПЛА. Вопреки первоначальным ожиданиям, новый глава государства и правящей партии повёл жёсткую кампанию против прежнего правящего клана душ Сантуша. Это отразилось в силовых ведомствах.
24 июля 2019 министром внутренних дел Анголы назначен генерал Эужениу Сезар Лаборинью. Были произведены кадровые перемены в ключевых подразделениях MININT. За пять лет сменились четыре генеральных коменданта PN: Амброзиу ди Лемуш Фрейре душ Сантуш, Алфреду Эдуарду Минга, Паулу Гашпар ди Алмейда; с января 2022 — Арналдо Мануэл Карлуш. (Для сравнения, за 38 лет президентства душ Сантуша на этом посту сменились семь человек).
С начала 2020-х в Анголе усугубились социально-экономические трудности и обострилось политическое противостояние. Первоначальная «оттепель» президента Лоренсу постепенно сходила на нет. Усилились протестные настроения и внесистемное брожение в социальных низах — то и другое власти приравнивали к криминогенности. Повысилась и уголовная преступность, для патрулирования улиц в Луанде пришлось привлекать спецназ PIR. Соответственно возросло значение силовых структур, в первую очередь именно полиции.
На протяжении 2020—2022 годов полиция разгоняла студенческие выступления в Луанде, применяла оружие против шахтёрского бунта в Кафунфо-Куанго (Северная Лунда) и демонстрации УНИТА в Бенгеле, подавляла забастовку водителей столичных такси. В преддверии выборов 2022 отмечалось резкое усиление и ужесточение полицейского аппарата Луанды. Предвыборные акции сторонников оппозиции пресекались силовыми мерами, уличные скопления молодёжи подвергались упреждающим атакам.
Крупное столкновение произошло в Луанде 9 декабря 2022 после убийства полицейскими уличного торговца. Был снесён полицейский пост. Министр Лаборинью отмечает опасность криминогенности и требует от общества большего доверия к полиции. Оппоненты настаивают, что сложная ситуация с бытовым криминалом отражает антисоциальную политику властей.
В конце 2022 генеральный комендант Арналдо Карлуш называл главными криминальными проблемами хищения электрокабеля, грабежи и большое количество неразрешённого оружия на руках населения. Хищения электрокабеля с целью продажи медесодержащих элементов совершаются организованными преступными сообществами, разрушают инфраструктуру, подрывают экономическую безопасность государства. Вооружённые грабежи — наиболее частое проявление общеуголовной преступности. Массовое незаконное владение оружием явилось одним из итогов гражданской войны, ему способствуют также коррупция в силовых структурах и криминализированные предприятия частной охраны. В целом же положение с общественной безопасностью Карлуш посчитал нормальным. Своей задачей он видит модернизацию полиции, увеличение контингента технических специалистов, набор и обучение новых кадров, расширение сети постов, активизацию патрульной службы. Подобно министру, генеральный комендант ставит вопрос об усилении общественной поддержки полицейской службы.
История ангольской полиции изложена в изданной в 2014 книге Origem e Evolução Cronológica da Polícia em Angola, 1836—2013 — O Papel da Polícia Nacional na História de Angola — Происхождение и хронологическая эволюция полиции Анголы, 1836—2013 — Роль Национальной полиции в истории Анголы. Автор — комиссар полиции в отставке Жуан Мануэл ди Алмейда ди Са, начинавший службу в PSPA, продолжавший в CPPA и PNA, советник генерального коменданта.